# Resedaceae
Resedaceae (фамилија резеда или катанаца) је фамилија дикотиледоних скривеносеменица, присутна у већини класификационих схема скривеносеменица. Према класификацији APG II (2003) фамилија резеда припада реду Brassicales. Обухвата 3—7 родова са око 68 врста. Ареал распрострањења обухвата углавном област Медитерана и средње Азије, са појединим врстама у Капској флористичкој области и југозападном делу Северне Америке.

## Опис[3]
Биљке из фамилије Resedaceae су једногодишње или вишегодишње зељасте биљке (ређе жбунови). Листови су једноставни или перасто издељени, наизменично распоређени на стаблу. Цветови су зигоморфни, двополни, сакупљени у цвасти. Плод је чаура, отворена на врху. Семе је најчешће без резервног хранљивог ткива.